# Parigi-Camembert 1943
La Parigi-Camembert 1943, seconda edizione non ufficiale della corsa, valida come evento del circuito UCI categoria CB1.1 e valida come Trophée Lepetit, si svolse fra il marzo e l'aprile 1943. Fu vinta dal francese Victor Cosson.

## Ordine d'arrivo (Top 3)
| Pos. | Corridore            | Squadra       | Tempo |
| ---- | -------------------- | ------------- | ----- |
| 1    | Victor Cosson        | Europe-Dunlop |       |
| 2    | Lucien Boda          | Alcyon        |       |
| 3    | Camille Danguillaume | Peugeot       |       |